# Tiếng Nenets rừng
Tiếng Nenets rừng là một ngôn ngữ Samoyed được nói tại miền Bắc Nga, quanh sông Agan, Pur, Lyamin và Nadym. Nó có quan hệ gần với tiếng Nenets lãnh nguyên, và cả hai vẫn thường được xem là phương ngữ của một ngôn ngữ Nenets duy nhất. Nó cũng có quan hệ gần với tiếng Nganasan và tiếng Enets, rồi tiếng Selkup, và quan hệ xa hơn với các ngôn ngữ Ural khác.

## Phép chính tả
Tiếng Nenets rừng được viết với một hình thức phù hợp của bảng chữ cái Kirin, kết hợp các ký tự bổ sung Ӈ, ', ˮ
| А а а  | Б б бе | В в ве | Г г ге | Д д де | Е е е  | Ё ё ё  | Ж ж же |
| З з зе | И и и  | Й й й  | й й    | К к ка | Л л ел | М м ем | Н н ен |
| Ӈ ӈ еӈ | О о о  | П п пе | Р р ер | С с ес | Т т те | У у у  | Ф ф еф |
| Х х ха | Ц ц це | Ч ч че | Ш ш ша | Щ щ ща | Ъ ъ ъ  | Ы ы ы  |        |
| Ь ь ь  | Э э э  | Ю ю ю  | Я я я  | ʼ      | ˮ      |        |        |